# Hyaloperonospora

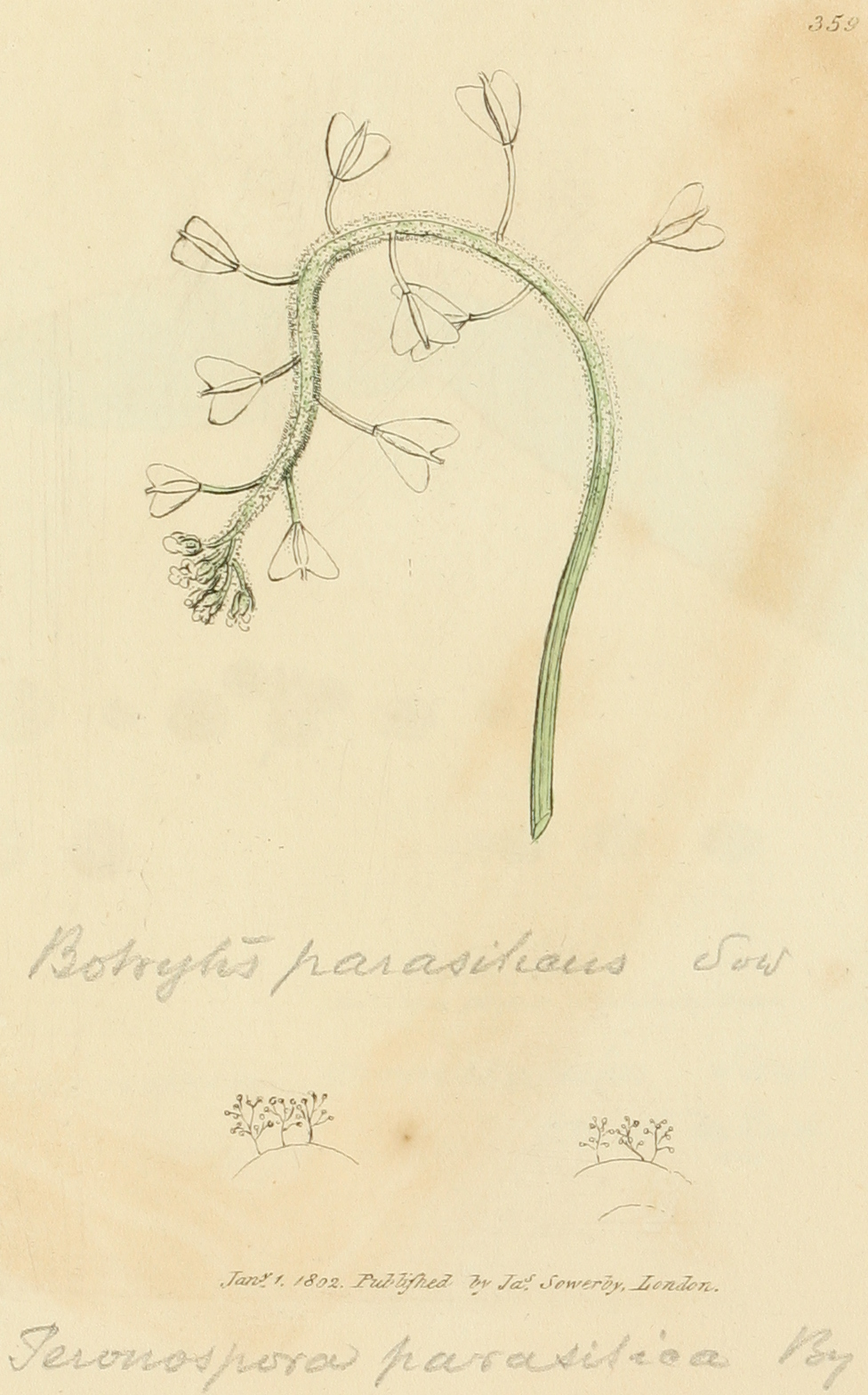
Hyaloperonospora parasitica. Strzępka z płatowatymi ssawkami

Hyaloperonospora Constant. – rodzaj organizmów zaliczanych do lęgniowców. Grzyby mikroskopijne, pasożyty roślin.

## Systematyka i nazewnictwo
Pozycja w klasyfikacji według Index Fungorum: Peronosporaceae, Peronosporales, Peronosporidae, Peronosporea, Incertae sedis, Oomycota, Chromista}.
Rodzaj powstał przez wyodrębnienie części gatunków z rodzaju Peronospora.

## Morfologia
Pasożyty, których plecha rozwija się pomiędzy komórkami porażonych roślin. Wytwarzają duże, kuliste lub płatowate ssawki, które wrastają do wnętrza komórek żywiciela. Za ich pomocą pobierają z nich wodę i substancje odżywcze. Wytwarzają bezbarwne, proste, czasami nieco wygięte konidiofory, które w górnej części rozgałęziają się monopodialnie dwu- lub kilkukrotnie, zazwyczaj pod prostym kątem. Nierozgałęziona część konidioforu stanowi od 1/2 do 2/3 długości. Odgałęzienia końcowe są cienkie, słabo wygięte, widełkowate, dzióbkowate lub mają kształt szczypców. Zazwyczaj jest ich 2-3 i wyrastają na silnie wygiętych, czasami w kształcie liter S bocznych odgałęzieniach. Powstające synchronicznie konidia są bezbarwne, gładkie, o kształcie od kulistego do elipsoidalnego. Lęgnie kuliste lub nieregularne, o powierzchni gładkiej lub pomarszczonej. Oospory kuliste, żółtawe, jednojądrowe, wypełnione brunatną peryplazmą.

## Znaczenie
Pasożyty roślin, głównie z rodziny kapustowatych. Wywołują u nie choroby zwane mączniakami rzekomymi. Niektóre gatunki mają duże znaczenie gospodarcze, wywołują bowiem groźne choroby roślin uprawnych. W Polsce największe znaczenie mają 2 gatunki: Hyaloperonospora brassicae i Hyaloperonospora parasitica. Wywołują one mączniaka rzekomego krzyżowych.

## Gatunki występujące w Polsce
- Hyaloperonospora arabidopsidis (Gäum.) Göker, Riethm., Voglmayr, Weiss & Oberw 2004
- Hyaloperonospora barbareae (Gäum.) Göker, Riethm., Voglmayr, Weiss & Oberw. 2004
- Hyaloperonospora berteroae (Gäum.) Göker, Riethm., Voglmayr, Weiss & Oberw. 2004
- Hyaloperonospora brassicae (Gäum.) Göker, Voglmayr, Riethm., Weiss & Oberw. 2003
- Hyaloperonospora camelinae (Gäum.) Göker, Voglmayr, Riethm., Weiss & Oberw. 2003
- Hyaloperonospora cardaminopsidis (A. Gustavsson) Göker, Riethm., Voglmayr, Weiss & Oberw. 2004
- Hyaloperonospora cheiranthi (Gäum.) Göker, Riethm., Voglmayr, Weiss & Oberw. 2004
- Hyaloperonospora cochleariae (Gäum.) Göker, Riethm., Voglmayr, Weiss & Oberw. 2004
- Hyaloperonospora dentariae (Rabenh.) Voglmayr 2013
- Hyaloperonospora dentariae-macrophyllae (Gäum.) Voglmayr, Y.J. Choi & H.D. Shin 2013
- Hyaloperonospora erophilae (Gäum.) Göker, Voglmayr, Riethm., Weiss & Oberw. 2003
- Hyaloperonospora galligena (S. Blumer) Göker, Riethm., Voglmayr, Weiss & Oberw. 2004
- Hyaloperonospora hesperidis (Gäum.) Göker, Riethm., Voglmayr, Weiss & Oberw. 2004
- Hyaloperonospora lobulariae (Ubrizsy & Vörös) Göker, Voglmayr & Oberw. 2009
- Hyaloperonospora lunariae (Gäum.) Constant. 2002
- Hyaloperonospora nasturtii-aquatici (Gäum.) Voglmayr 2013
- Hyaloperonospora nesliae (Gäum.) Göker, Riethm., Voglmayr, Weiss & Oberw. 2004
- Hyaloperonospora niessliana (Berl.) Constant. 2002
- Hyaloperonospora parasitica (Pers.) Constant. 2002
- Hyaloperonospora rorippae-islandicae (Gäum.) Göker, Voglmayr & Oberw. 2009
- Hyaloperonospora sisymbrii-sophiae (Gäum.) Göker, Voglmayr & Oberw. 2009
- Hyaloperonospora teesdaliae (Gäum.) Göker, Riethm., Voglmayr, Weiss & Oberw. 2004
- Hyaloperonospora thlaspeos-arvensis (Gäum.) Göker, Riethm., Voglmayr, Weiss & Oberw. 2004
- Hyaloperonospora thlaspeos-perfoliati (Gäum.) Göker, Voglmayr, Riethm., Weiss & Oberw. 2003

Nazwy naukowe na podstawie Index Fungorum. Wykaz gatunków występujących w Polsce według Mułenki i in. (wymienione jako Peronospora).